# Павук-хрестовик
Павук-хрестовик або хрестовик звичайний (Araneus diadematus) — поширений вид павуків, що зустрічається в Європі та деяких ділянках Північної Америки (від Нової Англії до прилеглих частин Канади).

## Будова

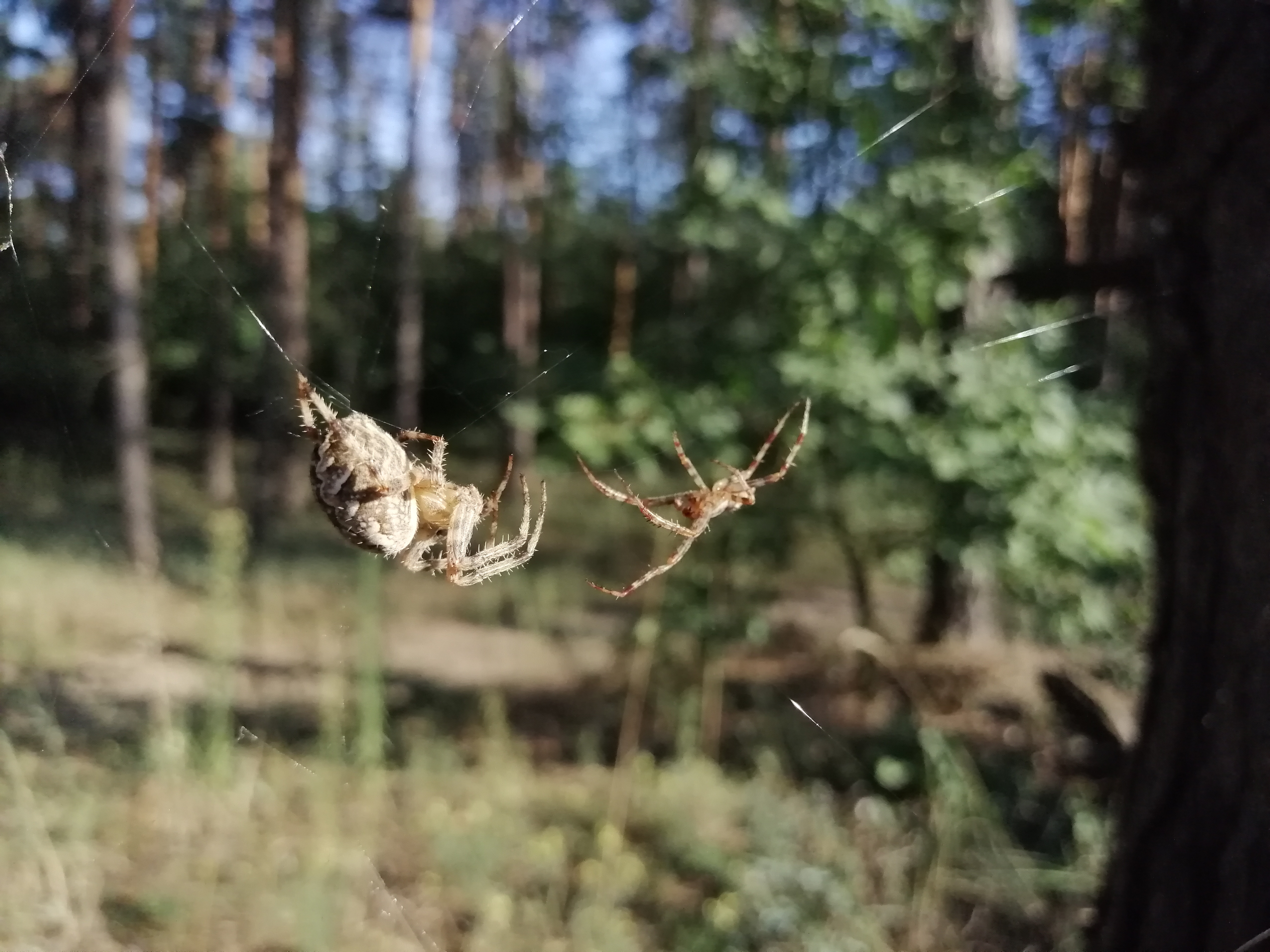
Самиця та самець

Тіло самиць довше, ніж у самців (20-25 та 10-11 мм відповідно). Самці мають набагато вужче черевце. У павука-хрестовика є малюнок у вигляді хреста на спинній поверхні черевця. Покриви цього павука мають шар воскоподібної речовини, яка запобігає випаровуванню води. Головогруди вкриті товстим та міцним головогрудним щитом, у передній частині якого розташовані вісім простих очей.[джерело?]
Прядильні апарати павуків складаються з зовнішніх утворень — павутинових бородавок — і з внутрішніх органів — павутинних залоз. Три пари павутинних бородавок розташовані біля заднього кінця черевця. Кожна така бородавка пронизана на кінці сотнею дрібних отворів. З кожного отвору витікає крапелька клейкої рідини, яка при русі павука витягується в найтоншу ниточку. Ці ниточки зливаються в одну й швидко густішають на повітрі. У результаті утворюється тонка, але міцна нитка. Така клейка рідина виділяється численними павутинними залозами, розташованими в задній частині черевця. Протоки відкриваються на їх павутинових бородавках.

## Поведінка
Павук-хрестовик ловить свою здобич за допомогою павутини. Щоб утворити свої ловчі тенета, павук-хрестовик спочатку прикріплює нитку в кількох зручних місцях, утворюючи рамку для мережі у вигляді неправильного багатокутника. Потім пересувається до середини верхньої нитки і, спускаючись звідти вниз, проводить міцну вертикальну нитку. Далі з середини цього, нитки, як з центру, павук проводить на всі боки, на зразок спиць колеса. Це основа всієї павутинної мережі. Потім павук починає з центру проводити кругові нитки, прикріплюючи їх до кожної радіальної нитки краплею клейкої речовини. Посередині мережі, де потім сидить сам павук, кругові нитки сухі. Інші нитки покриті крапельками дуже клейкої рідини. У цій сітці буває понад 100 000 таких крапельок-вузликів. До них прилипають крилами і лапками комахи, налітають на мережу. Сам павук або висить головою вниз в центрі павутини мережі, або ховається в стороні під листком. У цьому випадку він простягає до себе з центру павутини міцну сигнальну нитку.

## Розмноження
У серпні у представників виду починається період розмноження. При цьому великі самки нерідко поїдають самців. Самці прикріплюють до мережі самки сигнальну нитку і смикають за неї. Самка впізнає самця за цими рухами. Коли вона готова до парування, вона залишає середину сітки і наближається до самця. Спарювання триває лише кілька секунд і часто неодноразово повторюється. Восени самка відкладає яйця в жовті кокони з особливо спрядених ниток і гине. Яйця зимують у коконі, павучата з'являються у квітні-травні. Вони знову зимують і лише наступного року стають статевозрілими.

## Ареал
A. diadematus має голарктичне поширення по всій Європі та Північній Америці, від південної Канади до Мексики, і від Британської Колумбії до Ньюфаундленда. У відкритій сільській місцевості його можна зустріти часто і постійно у фруктових садах ; Дещо рідше зустрічається в соснових лісах, верхових болотах і буково-ялицевих лісах, узліссях і живоплотах, в іншому випадку постійний, але рідкісний на луках, полях і в садах. У низинах зустрічається в цих біотопах у чагарникових і пологових ярусах. Їх поширення в Голарктиці швидко зменшується зі збільшенням висоти.

## Використання
У гомеопатії відомий як Aranea diadema, садовий хрестовик використовується у гомеопатичних засобах, будучи використаним у цілому вигляді. Медичного ефекту при цьому не було доведено. У минулому в гомеопатії повідомляли про чудодійне зцілення від болю після застосування препаратів на основі хрестовика.

## Токсичність
Укус звичайного хрестовика можна порівняти з комариним укусом і з медичної точки зору є незначним. Найслабший серед отруйних павуків. Може прокусити шкіру маленької дитини, але його укус менш болісний, ніж укус бджоли. Може викликати алергічну реакцію у чутливих людей.

## Природні вороги
Їздці Tromatobia ovivora паразитують на хрестовику та інших. Самки їздців відкладають свої яйця в кокони хрестовика. Личинки, що вилуплюються, живляться яйцями павука.